# Thomas Ruffin (Politiker)

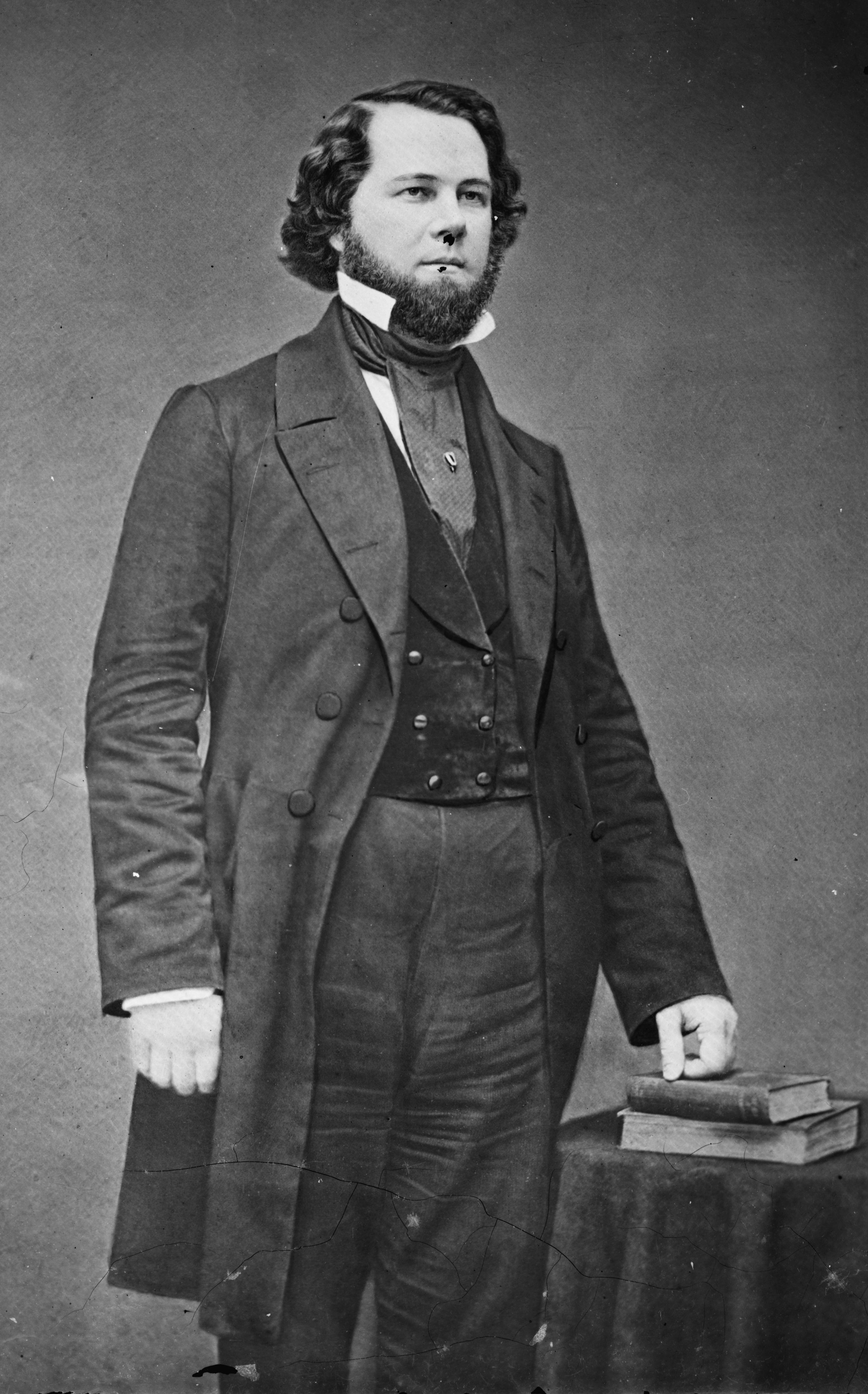
Thomas Ruffin

Thomas Hart Ruffin (* 9. September 1820 in Louisburg, Franklin County (früher Teil von Edgecombe County), North Carolina; † 13. Oktober 1863 bei Alexandria, Virginia) war ein US-amerikanischer Politiker (Demokratische Partei).
Ruffin besuchte Gemeinschaftsschulen und graduierte dann 1841 an der University of North Carolina Law School in Chapel Hill. Nach seiner Zulassung als Anwalt eröffnete er eine eigene Praxis. Später war er von 1844 bis 1848 als Bezirksstaatsanwalt für sieben Gerichtsbezirke des Staates Missouri tätig. Ruffin entschied sich 1852 eine politische Laufbahn einzuschlagen, indem er für einen Sitz im 33. US-Kongress kandidierte. Er gewann die Wahl, wurde drei Mal wiedergewählt und war so vom 4. März 1853 bis zum 3. März 1861 im US-Repräsentantenhaus tätig.
Nach der Sezession seines Heimatstaates 1861 vertrat er diesen im Juli desselben Jahres als Delegierter im Provisorischen Konföderiertenkongress in Richmond. Ferner diente er während des Amerikanischen Bürgerkriegs in der Konföderiertenarmee mit dem Dienstgrad eines Colonels der 1. North Carolina Kavallerie. Er wurde am 13. Oktober 1863 bei einem Kavalleriekampf vor der Schlacht von Bristoe Station tödlich verwundet und starb dann in Kriegsgefangenschaft bei Alexandria. Seine letzte Ruhe fand er dann auf einem Privatfriedhof in seiner Heimatstadt nahe Louisburg.